# Private banking
Private banking er en række af finansielle services der ydes til private kunder, herunder f.eks. særlige kreditkort, mere eksklusive rammer og eksklusive arrangementer. Den rådgivning der ydes til Private Banking kunder kaldes ofte "Wealth Management" eller "Formuerådgivning". Rådgivningen omfatter sædvanligvis alle produktområder, f.eks. bolig, investering, pension og lån, men ofte også en finansiel planlægning, hvor kundens økonomi planlægges over en længere tidshorisont.
Der findes mange måder at kategorisere Private Banking-kunder på, men i Danmark omfatter målgruppen typisk personer med en likvid formue på mindst DKK 2-3 mio. I udlandet er målgruppen typisk såkaldte "High Net Worth Individuals" (HNWI), som har en likvid formue på mindst 1 mio. dollars eller 1 mio. euro.
Ifølge finansjournalist David Bentow er der tre dimensioner af private banking:
- Investeringsrådgivning
- Rådgivning om skatteoptimering, arv osv.
- VIP-behandling (eksklusiv indkvartering, VIP-arrangementer mv.)

I forbindelse med den schweiziske lækage af HSBCs private banking-metoder blev det klart at der nogle gange desuden rådgives i egentlig skatteunddragelse. 